# Vilis Lapenieks
Vilis Lapenieks (* 10. November 1931 in Riga, Lettland; † 3. Juli 1987 in North Hollywood, Kalifornien) war ein lettisch-US-amerikanischer Kameramann beim Film, der über 60 Filmproduktionen vorwiegend in den 1960er, 1970er und 1980er Jahren betreute, darunter Kinofilme wie Queen of Blood, So reisen und so lieben wir, Cisco Pike, Auf eigene Gefahr oder Capone.

## Leben und Karriere
Der 1931 im lettischen Riga geborene Vilis Lapenieks hatte eine lange Laufbahn in der Kinematographie als Wochenschau- und Dokumentarfilmkameramann unter anderem mit Filmen wie Vier Tage im November, Eine wahrlich große Familie oder Die Hellstrom Chronik.
Neben seiner Karriere beim Dokumentarfilm fotografierte er zwischen 1958 und 1981 auch über zwanzig Spielfilme, oftmals im B-Movie-Genre. Unter seinen Kinofilmen sind seine Arbeiten für Produktionen hervorzuheben wie Queen of Blood von Curtis Harrington, Mel Stuarts romantische Filmkomödien So reisen und so lieben wir und Ich liebe meine Frau, das Filmdrama Cisco Pike von Regisseur Bill L. Norton, Richard T. Heffrons Kinoproduktion Auf eigene Gefahr oder Steve Carvers Filmbiografie Capone.
Für seine Kameraarbeit für die Fernsehserie Kojak – Einsatz in Manhattan, in der Hauptrolle war Telly Savalas zu sehen, erhielt er 1975 bei den Emmy Awards zusammen mit seinem Kameramannkollegen Sol Negrin eine Nominierung in der Kategorie Outstanding Achievement in Cinematography for Entertainment Programming for a Series.
Vilis Lapenieks war Mitglied der American Society of Cinematographers (ASC).

## Auszeichnungen
Emmy
- 1975: Nominierung in der Kategorie Outstanding Achievement in Cinematography for Entertainment Programming for a Series für die Serie Kojak – Einsatz in Manhattan für die Episode Wall Street Gunslinger zusammen mit Sol Negrin

## Filmografie (Auswahl)

### Kino
- 1960: Kleiner Laden voller Schrecken (The Little Shop of Horrors) (Co-Kameramann)
- 1961: Night Tide
- 1962: Eegah
- 1966: Queen of Blood
- 1969: So reisen und so lieben wir (If It's Tuesday, This Must Be Belgium)
- 1970: Ich liebe meine Frau (I Love My Wife)
- 1971: Cisco Pike
- 1974: Auf eigene Gefahr (Newman's Law)
- 1975: Capone

### Fernsehen
- 1969: The Bold Ones: The Protectors (Fernsehserie, 1 Episode)
- 1970: The Young Country (Fernsehfilm)
- 1971: The Doris Day Show (Fernsehserie, 1 Episode)
- 1972: M*A*S*H (Fernsehserie, 1 Episode)
- 1972: Damals im Sommer (That Certain Summer) (Fernsehfilm)
- 1973–1974: Toma (Fernsehserie, 7 Episoden)
- 1974: Young Love (Fernsehfilm)
- 1974: Kojak – Einsatz in Manhattan (Fernsehserie, 9 Episoden)
- 1976: Francis Gary Powers: The True Story of the U-2 Spy Incident (Fernsehfilm)
- 1976: Captains and the Kings (Fernsehminiserie, 2 Episoden)
- 1977: Night Drive (Fernsehfilm)
- 1977: Wer erschoß John F. Kennedy? (The Trial of Lee Harvey Oswald) (Fernsehfilm)

### Dokumentarfilme in Kino und Fernsehen
- 1964: Vier Tage im November (Four Days in November)
- 1966: Eine wahrlich große Familie (The Really Big Family)
- 1971: Die Hellstrom Chronik (The Hellstrom Chronicle), mit Ken Middleham, Helmuth Barth und Walon Green